# La nit del caçador
La nit del caçador (títol original en anglès: The Night of the Hunter) és un film noir de culte estatunidenc dirigit per Charles Laughton i protagonitzat per Robert Mitchum i Shelley Winters l'any 1955. Es va doblar al català.
Rodada en blanc i negre amb la fotografia expressionista de Stanley Cortez, va ser l'única pel·lícula de Laughton com a director. El guió és una adaptació de la novel·la homònima escrita per Davis Grubb que, al seu torn, estava basada en la història real de l'assassí Harry Powers,d'origen holandès, penjat el 1932 pels seus crims. La pel·lícula en el seu temps va ser un fracàs de crítica i comercial, la qual cosa fou un motiu perquè Laughton no tornés a dirigir mai més (encara que va participar en la direcció d'un altre film: "The Man on the Eiffel Tower"). A Espanya no es va estrenar fins a l'agost de 1970, exhibida per TVE, perquè la censura franquista no tolerava l'ambigüitat moral que considerava que mostrava el film.

## Argument
Harry Powell, un fanàtic religiós, es casa amb una vídua mare d'en John i la Pearl. Es fa dir Reverend, però és un assassí en sèrie, i duu tatuada la paraula LOVE (amor) als nusos de la mà dreta i HATE (odi) als de l'esquerra.
Posteriorment mata la dona i atemoreix els nens per tal que li diguin on va amagar el seu pare el botí d'un robatori, però aquests fugen riu avall i es refugien en una casa on són acollits com a fills propis.

## Repartiment
| Intèrpret        | Personatge     | Veu en català     |
| ---------------- | -------------- | ----------------- |
| Robert Mitchum   | Harry Powell   | Josep Maria Ullod |
| Shelley Winters  | Willa Harper   | Maifé Gil         |
| Billy Chapin     | John Harper    | Vicky Martínez    |
| Sally Jane Bruce | Pearl Harper   | Marta Barbarà     |
| Lillian Gish     | Rachel Cooper  | Roser Cavallé     |
| James Gleason    | Birdie Steptoe | Emili Freixas     |
| Evelyn Varden    | Icey Spoon     | Rosa Maria Pizà   |
| Peter Graves     | Ben Harper     | Jordi Royo        |
| Don Beddoe       | Walt Spoon     | Fèlix Benito      |
| Gloria Castillo  | Ruby           | Núria Domènech    |
| Corey Allen      | Macijah Blake  | Mark Ullod        |
| Veu              | Veu addicional | Domènec Farell    |
| Veu              | Veu addicional | Lourdes López     |